# 心の窓にともし灯を
「心の窓にともし灯を」（こころのまどにともしびを）は、1959年に発表され、翌1960年にリリースされたザ・ピーナッツの楽曲である。
当時は洋楽カヴァーを主としていたザ・ピーナッツのオリジナルソングの初期の作品である。

## 概要
歌詞の内容は、人間を励ますという趣旨となっている。
まず、1959年12月に「NHK歳末たすけ合い運動」の一環として作成され、同月の「歌の広場」でザ・ピーナッツにより歌唱されたのがこの楽曲の始まりである。この時同番組内で、盲学校の生徒と合同に歌唱されていたのが話題となり、以後この楽曲の人気が急激に上昇した。
レコードは1960年4月にザ・ピーナッツ版が発売された。この楽曲は同年にNHKテレビ歌謡の「今月の歌」にも指定されていた。
2000年代に至るまで全曲集CDにも定番曲の一つとして収録される機会も多く、かつ一時期には中学校音楽科の教科書に掲載されていたこともあり、現代でも知名度が高い楽曲となっている。
なお、後年ペギー葉山、ダーク・ダックス、倍賞千恵子がカヴァーしていた。
「心の窓に灯を」と記されている書籍物などもあるが、それは誤記であり、日本音楽著作権協会 (JASRAC) に届出の楽曲題名は「心の窓にともし灯を」である。

## 作成者
- 作詞：横井弘
- 作曲：中田喜直
- 編曲：宮川泰